# 聚福桥
聚福桥是花岗石单孔拱桥，位于中国江苏省常熟市城区水北门福山塘口，东西走向，长21米，高5.5米。该桥原名北高木桥，建于明代。清康熙四十二年（1703年）改为石桥，命名“福履桥”。乾隆三十七年（1772年）重建，更名“聚福桥”。桥联为“商楫往来皆倍利，农耕万物永丰登”、“四海清宁庆大有，万方和泰乐升平”。1999年6月9日，聚福桥公布为常熟市文物保护单位。。 